# 球棍模型

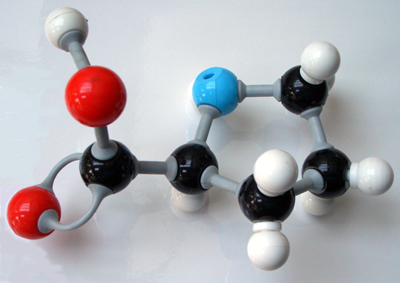
脯氨酸的塑料球棍模型.

椅狀構象環己烷的電腦球棍模型。

球棍模型（英語：Ball-and-stick models）是一種空間填充模型（space-filling model），用來表現化學分子的三維空間分佈。在此作圖方式中，桿代表共價鍵，可連結以球表示的原子中心。
最早的球棍分子模型是由德國化學家奧古斯特·威廉·馮·霍夫曼（August Wilhelm von Hofmann）所作，目的是用來講課。

## 常見用色
並沒有任何正式的標準顏色設定，但一般會使用CPK配色，下表列出一些特定元素的常用顏色：
| 元素 | 用色 |
| ---- | ---- |
| 氧   | 紅   |
| 碳   | 灰   |
| 氮   | 藍   |
| 氫   | 白   |
| 硫   | 黃   |
| 碘   | 紫   |
| 氯   | 綠   |
| 溴   | 橙   |